# Richard Kahnt
Richard Oskar Kahnt (* 16. August 1871 in Posterstein; † 20. Jahrhundert) war ein deutscher Gewerkschaftsfunktionär und Politiker (SPD, USPD).

## Leben
Richard Kahnt war der Sohn des Schumachermeisters Hermann Kahnt und dessen Ehefrau Eva Kahnt, geborene Lampert. Er war evangelisch-lutherischer Konfession und heiratete am 15. Oktober 1896 in Gera Clara Hedwig Otto (* 5. Juli 1875 in Crimmitschau; † 3. Juni 1941 in Berlin-Lichterfelde), die Tochter des Hilfsbriefträgers Ernst Friedrich Eduard Otto in Gera.
Kahnt besuchte die Volksschule und machte eine Lehre als Tischler und besuchte eine Fortbildungsschule. Danach arbeitete er als Tischler in Gera. Von März 1904 bis 1919 war er Expedient der SPD-Parteizeitung Reußische Tribüne. 1919 bis 1920 war er Geschäftsführer des Zentralverbands der Angestellten in Gera. Von Oktober 1922 bis zum 1. Mai 1924 war er Regierungsrat beim Thüringer Staatsministerium in Weimar und wurde dann in den Wartestand versetzt.

## Politik
Kahnt war 1896 bis 1917 Mitglied der SPD. Er war in der gleichen Zeit Mitglied des Landesvorstandes der SPD Reuß jüngerer Linie und gehörte auch dem Vorstand des Stadtverbandes Gera an. 1906, 1909 und 1913 nahm er an Reichsparteitagen seiner Partei teil. 1917 trat er zur USPD über und war 1917 bis 1922 Mitglied im Bezirksvorstand der USPD sowie 1920 bis 1922 Parteisekretär für das Gebiet Gera. 1922 kehrte er in die SPD zurück und war dort wieder Mitglied im Bezirksvorstand.
Vom 11. April 1919 bis zum 1. Oktober 1922 war er unbesoldeter Stadtrat in Gera.
Vom 31. Oktober 1904 bis zum 29. August 1907 sowie vom 29. Januar 1911 bis zum 27. November 1913 war er Mitglied im Landtag Reuß jüngerer Linie. Nach der Novemberrevolution wurde er zum 17. Februar 1919 erneut in den Landtag gewählt. Als Abgeordneter wurde er Mitglied des vereinigten Landtages des Volksstaates Reuß. Am 1. Mai 1920 schlossen sich der Volksstaat Reuß und sechs weitere thüringische Kleinstaaten zum Land Thüringen zusammen. Damit wandelte sich der Reußer Landtag in eine Gebietsvertretung. Auch dieser gehörte er an. Zum 31. März 1921 schied er aufgrund der Verkleinerung der Gebietsvertretung aus.
Vom 16. Dezember 1919 bis zum 20. Juli 1920 war er stellvertretendes Mitglied im Volksrat von Thüringen. Vom 20. Juni 1920 bis zum 5. bzw. 31. März 1933 war er Mitglied im Thüringer Landtag. Mit dem Gleichschaltungsgesetz vom 31. März 1933 wurden die Landtage gemäß dem Ergebnis der Reichstagswahl 1933 rückwirkend zum 5. März neu besetzt. Kahnt war Sekretär der Landtagsfraktion und vom 6. Juli 1922 bis zum 13. Dezember 1923 Landtagsvizepräsident.